# Synagogue de la Rose d'Or
La synagogue de la Rose d'Or  est un bâtiment classé de la ville de Dnipro en Ukraine.

## Historique
Elle a été bâtie en 1868 lorsque la ville se nommait Iekaterinoslav. Elle avait été une salle de réunion pendant l'époque soviétique. 
Elle a été rendue au culte en 1996 puis rénovée en 1999 par l'architecte Dolnik et l'artiste Frank Meisler.

## Images

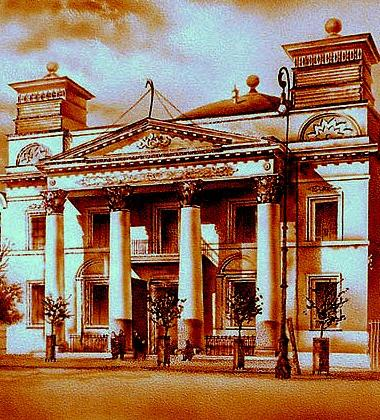
L'ancienne synagogue.
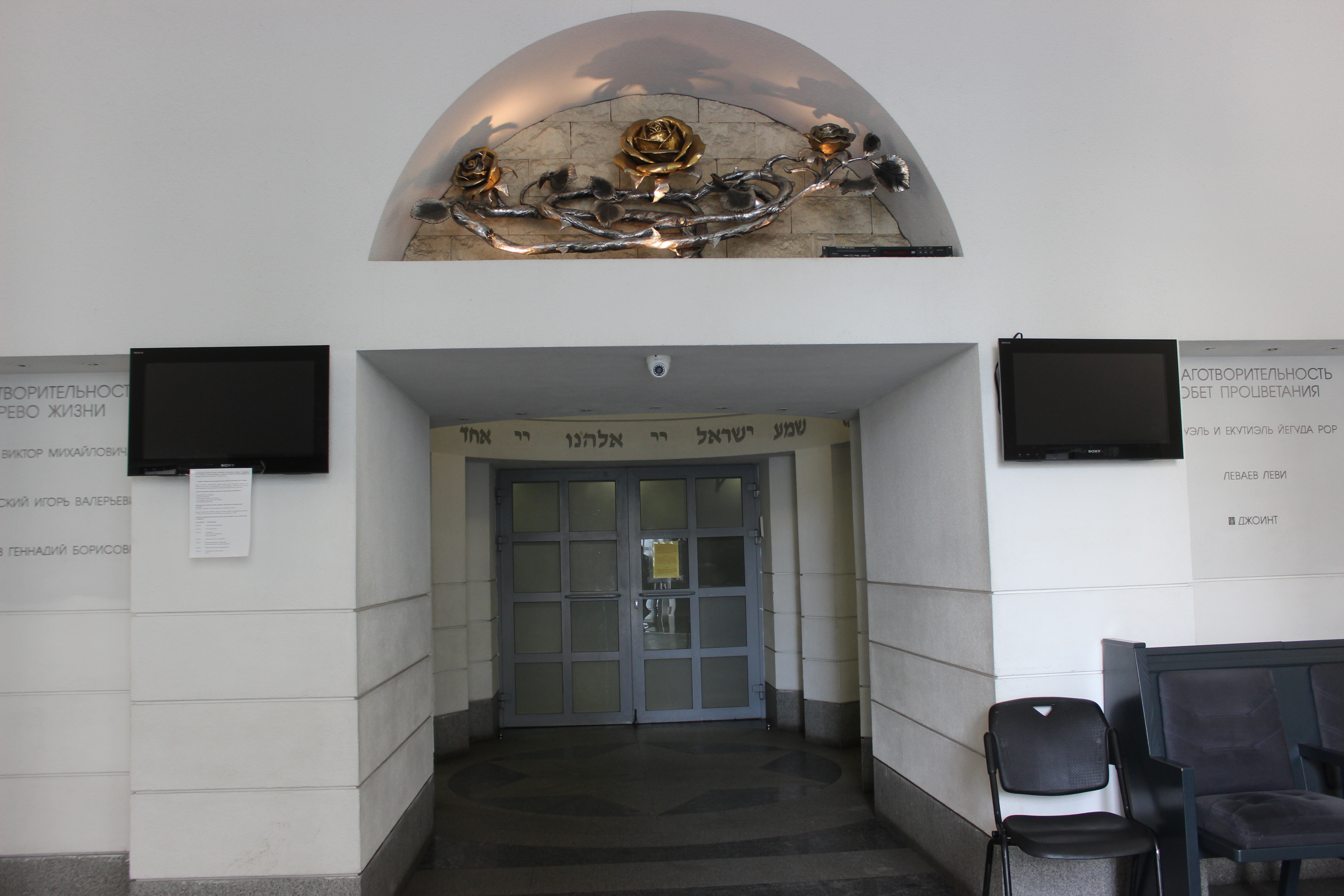
Rose d'or,
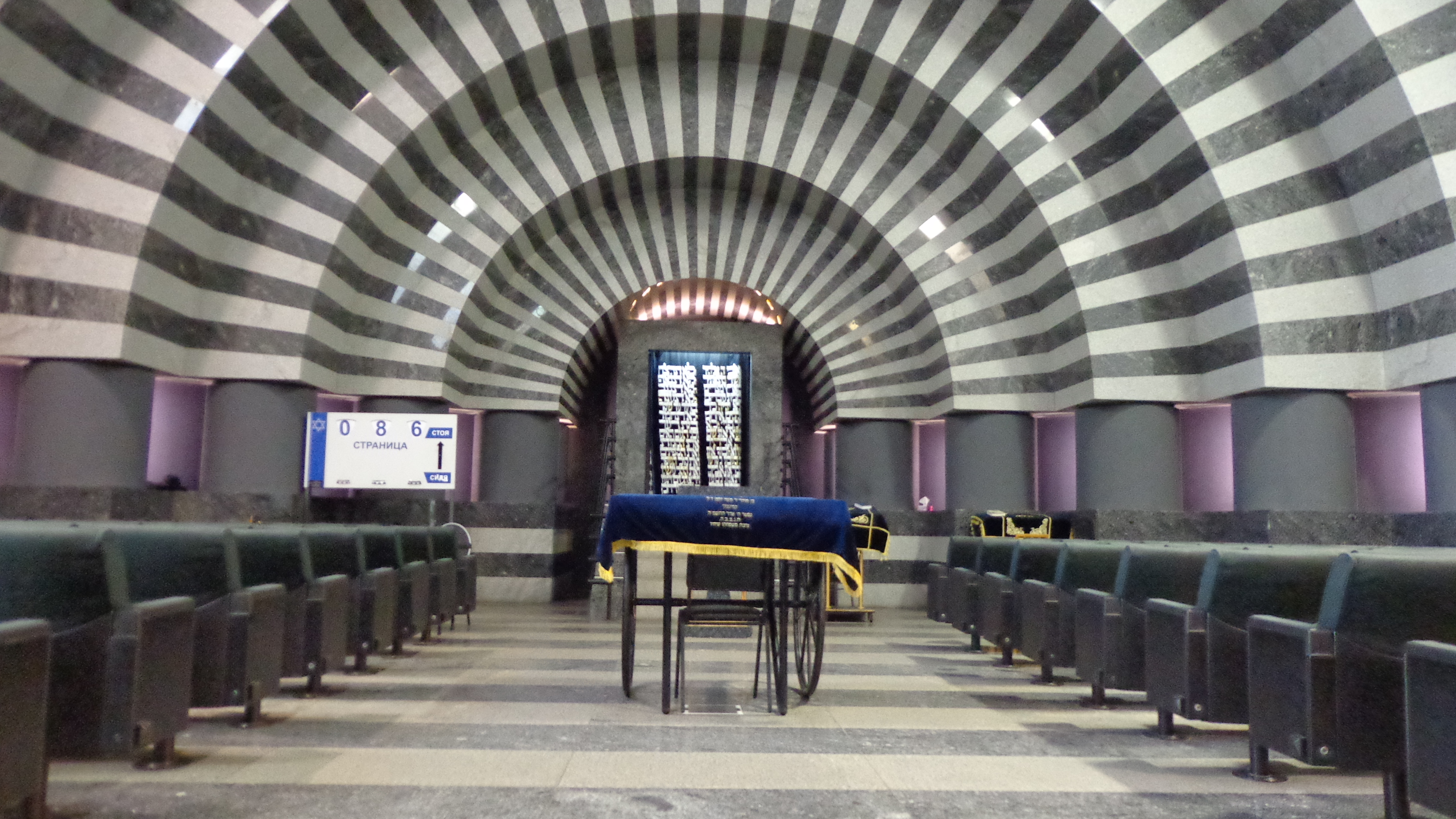
intérieur.